# Жан-Мішель Люсене
Жан-Мішель Люсене (фр. Jean-Michel Lucenay; нар. 25 квітня 1978 року, Фор-де-Франс, Мартиніка, Франція) — французький фехтувальник на шпагах, олімпійський чемпіон 2016 року в командній шпазі, шестиразовий чемпіон світу та п'ятиразовий чемпіон Європи, призер чемпіонатів світу та Європи.

## Виступи на Олімпіадах
| Олімпіада | Дисципліна     | Місце |
| --------- | -------------- | ----- |
| Ріо 2016  | командна шпага | 1     |